# Nikolaj Danilevskij

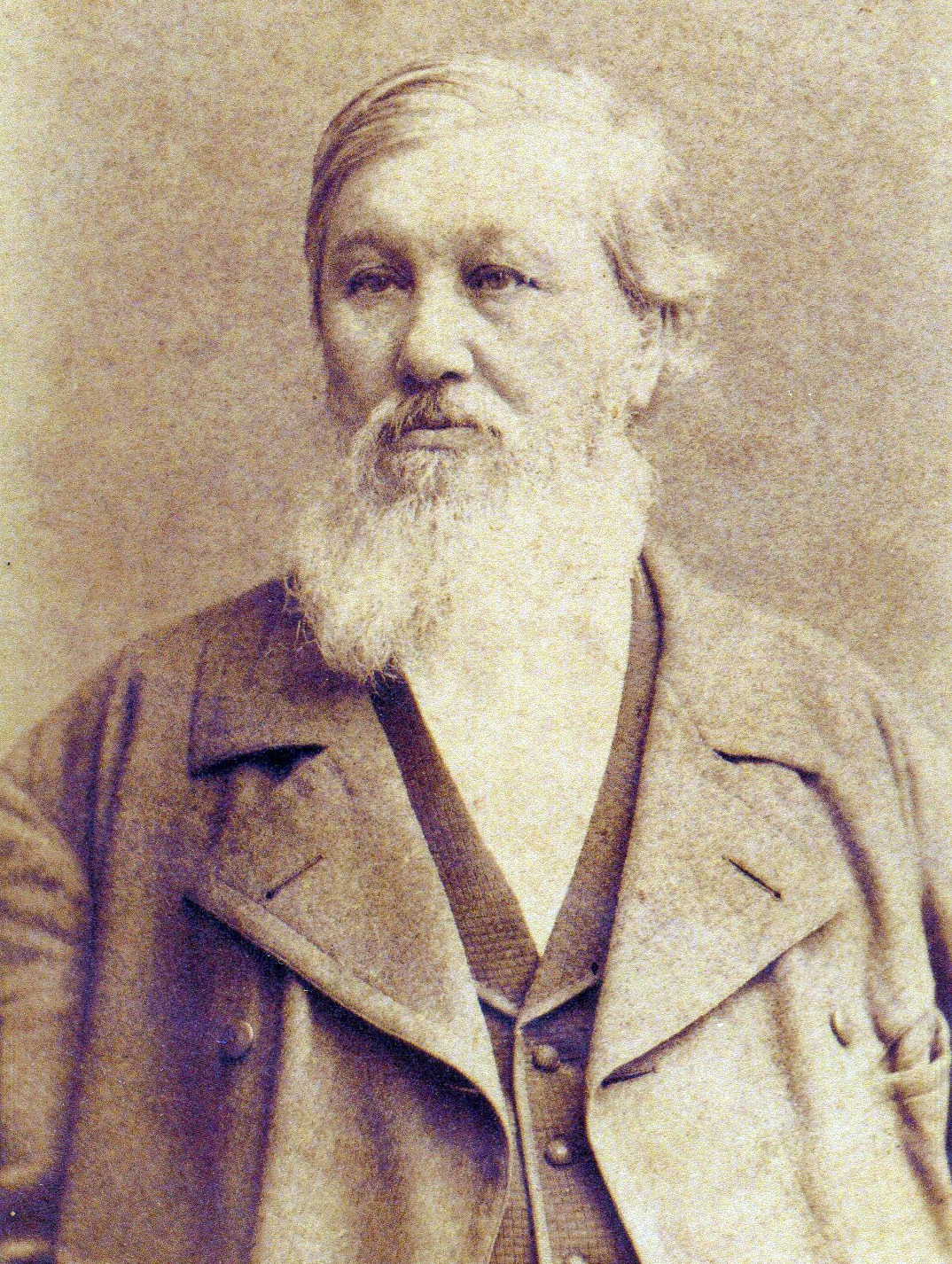
Nikolaj Danilevskij

Nikolaj Jakovlevitj Danilevskij (ryska: Николай Яковлевич Данилевский), född 10 december (gamla stilen: 28 november) 1822 i guvernementet Orjol, död 19 november (7 november) 1885 i Tbilisi, var en rysk natur- och samhällsforskare.
Danilevskijs studier vid Sankt Petersburgs universitet avbröts genom häktningen för deltagande i Petrasjevskijgruppen 1849. Efter 100 dagars arrest i Peter-Paulfästningen lyckades han dock bevisa sin oskuld och blev frigiven. Såsom ministeriell tjänsteman fick han delta i en mängd expeditioner och forskningsresor från Norra ishavet till Kaspiska havet, särskilt rörande klimat, jordbruk och fiske. Såsom forskare kritiserade han i sitt digra arbete Darwinismen (1885) Charles Darwins teorier "ur etisk synpunkt". 
Sin största litterära ryktbarhet vann Danilevskij dock genom sitt märkliga arbete Ryssland och Europa (1871; tredje upplagan 1889), i vilket de panslavistiska teorierna sattes i ett filosofiskt system. Han utgick från ståndpunkten att den västerländska civilisationen är ett oupphinneligt ideal och att Europas kultur är fördärvad och ansåg att slaverna bildar en särskild kulturtyp, som på fredlig väg, i Guds och den Rysk-ortodoxa kyrkans hägn, kunde utveckla sig till fri självständighet och lycka. 